# Euchoeca heparata
Euchoeca heparata är en fjärilsart som beskrevs av Ignaz Schiffermüller 1775. Euchoeca heparata ingår i släktet Euchoeca och familjen mätare. Inga underarter finns listade i Catalogue of Life.